# Brändö sjöräddningsstation

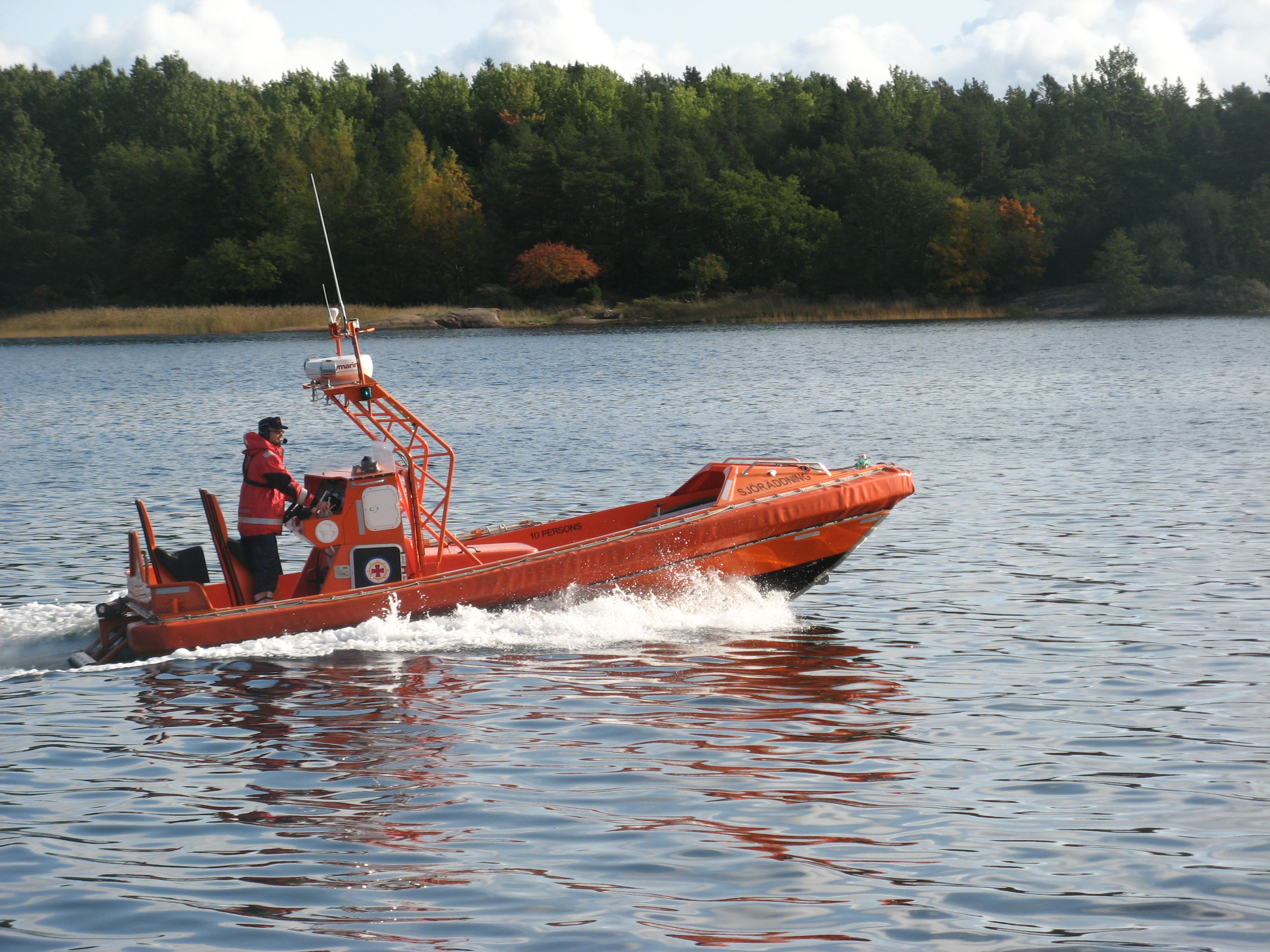
Rescue Stormskär från Vårdö sjöräddningsstation, systerbåt till Rescue Lady

Brändö sjöräddningsstation är en av de sex stationer för sjöräddningsfartyg på Åland, som drivs av Ålands Sjöräddningssällskap. Den ligger i Hamnsundet i kommunen Brändö.
Stationen i Brändö grundades 1995, efter det att Gränsbevakningsväsendet dragit in kustbevakningsstationen på Bärö (Brändö, Åland). Gränsbevakningsväsendet donerade kustpatrullbåten RV 212 till Ålands Sjöräddningssällskap, vilken ömdöptes till Rescue Vikaren och som placerades tillsammans med en Avon Rubber RIB-båt på Torsholma. 
Stationen förfogar numera sedan 2005 över Rescue Lady, en 7,7 meter lång Norsafe Magnum 750 Fast Rescue Boat. 
Sjöräddningsstationen har omkring 20 frivilliga engagerade.

## Fakta om Rescue Lady
- Tillverkare: Norsafe, Arendal, Norge
- Tillverkningsår: 2005
- Typ: Fast Rescue Boat Magnum 750
- Längd: 7,7 meter
- Bredd: 3,0 meter
- Motor: Yanmar 6
- Motoreffekt: 315 hk
- Framdrivning: Hamilton 241 vattenjet
- Marschfart: 29 knop
- Toppfart: 36 knop